# Винсен (Луе)
Винсен (њем. Winsen) град је у њемачкој савезној држави Доња Саксонија. Једно је од 42 општинска средишта округа Харбург. Према процјени из 2010. у граду је живјело 33.830 становника. Посједује регионалну шифру (AGS) 3353040.

## Географски и демографски подаци
Винсен се налази у савезној држави Доња Саксонија у округу Харбург. Град се налази на надморској висини од 5 метара. Површина општине износи 109,6 km². У самом граду је, према процјени из 2010. године, живјело 33.830 становника. Просјечна густина становништва износи 309 становника/km².

## Међународна сарадња
| Мјесто | Држава    | Врста сарадње | Од    |
| ------ | --------- | ------------- | ----- |
|        | Француска | партнерство   | 1974. |
| Извор  |           |               |       |